# Speerdistelnetwants
De Speerdistelnetwants (voorheen distelnetwants) (Tingis cardui) is een wants uit de familie van de netwantsen (Tingidae).

## Kenmerken
Deze elliptisch gebouwde netwants heeft een kopschild en vleugels, die sterk zijn gepuncteerd met een dichte netwerktekening. Ze kunnen een lengte bereiken van 3,1 tot 3,7 mm.

## Leefwijze
Het lichaam van dit insect is overdekt met een poederachtige, grijze waslaag. Zoals de naam al zegt, leeft het dier op verschillende soorten distels en voornamelijk op speerdistel.

## Verspreiding en leefgebied
Deze soort komt algemeen voor in Europa op vochtige en droge graslanden met veel distels. Hij is vooral te vinden op de speerdistel (Cirsium vulgare ) en minder op andere distels, zoals Carduus-soorten.
De wantsen zijn in de zomer makkelijk te vinden door de schutbladen van de bloemen te spreiden.